# Slættanes
Slættanes [ˈslaʰtːaˌneːs] és un poble de l'illa de Vágar, a les illes Fèroe. Es troba dins dels límits del municipi de Vágar. Actualment no hi viu ningú i els habitatges que hi ha serveixen només com a cases d'estiueig dels familiars dels darrers residents.
Slættanes, com el poble també despoblat de Víkar, està situat a la costa nord de l'illa. Enfront hi té la boca nord de l'estret de Vestmanna, que separa les illes de Vágar i Streymoy. Està envoltat de muntanyes de més de 500 metres que l'aïllen de la resta de l'illa. El rius Grøv (al sud) i Áin Ytra (al nord) marquen els límits de la localitat.
El poble es va fundar el 1835 quan el matrimoni format per Hendrik Thomasen i Julianna Niklasdóttir, que pertanyien al municipi de Sandavágur, s'hi van instal·lar. Durant els seus millors anys (del 1945 al 1950) hi havia 12 cases i hi van arribar a viure al voltant de 70 persones. També hi havia una escola. Tanmateix l'edat de la població era de 70 anys de mitjana i el 1964 els darrers habitants se'n van anar.
Mai es va construir una carretera que arribés a Slættanes, però hi ha alguns senders. Un d'ells porta a Sandavágur, al sud-est, un altre a Sørvágur, al sud, i un tercer va cap a l'oest fins a Gásadalur. Al poble no hi ha carrers ni camins discernibles.